# Hendrik Laurenszoon Spiegel
Hendrik Laurenszoon Spiegel (Amsterdam, 11 marzo 1549 – Alkmaar, 4 gennaio 1612) è stato un umanista olandese.
Cattolico fervente, nel 1578, al passaggio del potere ai riformati, si dimise da comandante della guarnigione di Amsterdam e nel 1589 rifiutò un posto all'ammiragliato.
La sua opera principale è Lo specchio del cuore, dove in uno stile contorto e a volte oscuro, Spieghel palesa una sorta di saggezza stoica in netto contrasto con la sua professata fede cattolica. Il manuale costituisce un parallelo perfetto de L'arte del vivere bene, scritta nel 1586 dal suo amico e concittadino Dirck Volckertszoon Coornhert (1522-1590).
Di Spiegel si ricorda inoltre la Conversazione sulla lingua neerlandese, del 1584, prima grammatica della lingua olandese e fiamminga.